# Battista Andreoni
Battista Andreoni (Motta Visconti, 28 febbraio 1921 – ...) è stato un calciatore italiano, di ruolo centrocampista.

## Carriera
Dopo gli esordi in Serie C con il Dopolavoro Pirelli, nel dopoguerra passa alla Pro Sesto con cui debutta in Serie B nella stagione 1946-1947, disputando tre campionati cadetti per un totale di 84 presenze.
Nel 1949 gioca un anno in Serie C con il Pavia.